# فابيو بيكيا
فابيو بيكيا (بالإيطالية: Fabio Pecchia)‏ لاعب كرة قدم ايطالي في مركز خط الوسط (ولد في فورميا يوم 24 أغسطس من العام 1973) لعب في صفوف 14 نادي ايطالي اشهرها نادي يوفنتوس موسم 1997–1998.

## روابط خارجية
- فابيو بيكيا على موقع الاتحاد الدولي (مؤرشف)  (الإنجليزية)
- فابيو بيكيا على موقع قاعدة بيانات كرة القدم.إي يو (الإنجليزية)
- فابيو بيكيا على موقع Soccerway.com (الإنجليزية)
- فابيو بيكيا على موقع عالم كرة القدم.نت (الإنجليزية)
- فابيو بيكيا على موقع أوليمبيديا (الإنجليزية)